# Formigueiro-de-goeldi
O formigueiro-de-goeldi ou formigueiro-grande-do-acre (Akletos goeldii) é uma espécie de ave da família Thamnophilidae.
Pode ser encontrada nos seguintes países: Bolívia, Brasil e Peru.
Os seus habitats naturais são: florestas subtropicais ou tropicais húmidas de baixa altitude.